# Kölner EK
Kölner EK (celým názvem: Kölner Eisklub) je německý sportovní klub, který sídlí v Kolíně nad Rýnem ve spolkové zemi Severní Porýní-Vestfálsko. Založen byl v roce 1936. Oddíl ledního hokeje byl založen v témže roce. Největším úspěchem oddílu pak byla jednoroční účast v Eishockey-Bundeslize, tehdejší německé nejvyšší soutěži v ledním hokeji. Oddíl zanikl v roce 1972 po jeho vystoupení z mateřského klubu a založení nové organizace Kölner Eishockeyclub. Klubové barvy jsou červená, modrá a bílá.
Mimo zaniklý oddíl ledního hokeje má / měl sportovní klub i jiné oddíly, mj. oddíl krasobruslení, tanců na ledě, sledge hokeje, curlingu a rychlobruslení.

## Přehled ligové účasti (oddíl ledního hokeje)
Zdroj: 
- 1948: Deutsche Eishockey-Meisterschaft (1. ligová úroveň v Německu)
- 1948–1951: Eishockey-Oberliga (1. ligová úroveň v Německu)
- 1951–1956: Eishockey-Landesliga Nordrhein-Westfalen (2. ligová úroveň v Německu)
- 1956–1958: Eishockey-Oberliga (1. ligová úroveň v Německu)
- 1958–1964: Eishockey-Oberliga (2. ligová úroveň v Německu)
- 1964–1965: Eishockey-Gruppenliga Nord (3. ligová úroveň v Německu)
- 1965–1966: Eishockey-Regionalliga West (3. ligová úroveň v Německu)
- 1966–1969: Eishockey-Oberliga Nord (2. ligová úroveň v Německu)
- 1969–1970: Eishockey-Bundesliga (1. ligová úroveň v Německu)
- 1970–1972: Eishockey-Oberliga (2. ligová úroveň v Německu)